# Livre associação
A livre associação (desenvolvida por volta dos anos de 1892 a 1898, por Freud) foi utilizada em substituição à hipnose, que consistia em deitar o paciente no divã e encorajá-lo a dizer o que viesse à sua mente, sendo também este convidado a relatar seus sonhos. Freud analisava todo o material que aparecesse, e buscava entendê-los e encontrar os desejos, temores, conflitos, pensamentos e lembranças que pudessem se encontrar, que estivessem além do conhecimento consciente do paciente.
Foi a partir do surgimento da associação livre que nasceu a psicanálise. Freud compreendeu que o processo de liberação da 'energia psíquica' seria também um fenômeno responsável pela cura de um paciente. Tal liberação poderia ocorrer a partir de uma emoção, sentimento, pensamento ou conclusão que teria o poder de descarregar essa energia. Isso foi posteriormente denominado catarse.

### Catarse
Entende-se que, para a psicanálise, a catarse é a experiência da liberdade em relação a uma situação (psicológica ou cotidiana) opressora. A catarse pode ser obtida através de terapia ou não, e a disponibilidade pessoal para aceitar a resolução proposta, a qualidade da proposta ser suficiente diante da opressão percebida e outros fatores ambientais, culturais e intrinsecamente pessoais são fundamentais para o processo. Pela natureza complexa dos conflitos humanos, alguns processos catárticos podem ser suficientes para a resolução de um problema. Além disso, eles também podem acabar enfraquecendo algumas 'camadas' e facilitar que outras formas de intervenção se tornem mais eficazes em conflitos mais difíceis. Surge daí o método catártico.